# Vrhovni sodni svet Italijanske republike
Vrhovni sodni svet Italijanske republike (Consiglio Superiore della Magistratura) je državni organ ustavnega pomena, ki mu formalno predseduje republiški predsednik. 
Razen republiškega predsednika imajo pravico prisostvovati predsednik in generalni prokurator kasacijskega sodišča ter izvoljeni člani. Dve tretjini izvoljenih članov izberejo okrajni sodniki med vsemi pripadniki sodstva (pravni člani), eno tretjino pa izbere parlament med univerzitetnimi profesorji prava in odvetniki z vsaj 15-letno prakso (laični člani). Ustava ne predpisuje natančnega števila izvoljenih članov, temveč samo medsebojno razmerje predstavnikov sodstva in laikov. Trenutno je število omejeno na 24 članov, torej 16 sodnikov in 8 civilnih pravnikov. Laični člani ne smejo biti parlamentarci ali deželni svetniki, izvoljeni so za dobo štirih let in ne morejo kandidirati za naslednji mandat.
Pripomniti je treba, da je predsedstvo pretežno formalnega in simboličnega značaja, zato opravlja predsedniške funkcije podpredsednik, ki je izvoljen iz vrst laičnih članov.
V predrepubliški Italiji je bil Vrhovni sodni svet posvetovalno telo pri ministrstvu za pravosodje, z ustanovitvijo republike pa je postal avtonomni organ, se pravi da ni podrejen nobenemu drugemu državnemu organu. To mu zagotavlja predvsem neodvisnost od izvršne oblasti, po principu delitve oblasti, ki jo predvideva ustava. O tej točki se že leta razpravlja, bodisi v akademskih kot v političnih krogih, ker ni jasno razvidno, do kod sega ta avtonomija. Vprašljivo je na primer, če ima Vrhovni sodni svet pravico, da predstavlja celotno sodstvo v razmerju do drugih državnih teles in če je njegova dolžnost/pravica, da izrazi svoje stališče pri vseh pravosodnih zadevah.
Funkcije Vrhovnega sodnega sveta so sicer sledeče:
- imenovanje sodnikov (razen vojaških), ki so zmagali na javnih natečajih
- določanje kompetenc in službenih funkcij sodnikov
- službeno napredovanje sodnikov
- premestitev sodnikov
- dodeljevanje podpor sodnikom in njihovim družinam
- kazenski postopek proti sodnikom
- imenovanje sodnikov Kasacijskega sodišča
- imenovanje in preklic honorarnih sodnikov.

Sedež Vrhovnega sodnega sveta je v Rimu, v palači dei Marescialli.